# Scelolophia crossi
Scelolophia crossi là một loài bướm đêm trong họ Geometridae.